# ميشال شيحا
ميشال شيحا (1891 - 1954) واضع دستور استقلال لبنان عام 1926 بالتعاون مع بترو طراد وعمر الداعوق. لا تزال أفكاره السياسية والفلسفية تؤثر على مسيرة لبنان الاقتصادية والسياسية. كتب ميشال شيحا في ثلاث قضايا: لبنان، فلسطين، وحالة العالم في زمنه.

## نبذة
ولد ميشال شيحا في بلدة بمكين من قضاء عاليه في جبل لبنان. وعائلته تنحدر من اصول كلدانية عراقية إذ هاجرت من العراق. تابع دراسته الابتدائية والثانوية في مدرسة الآباء اليسوعيين في بيروت واستكملها في جامعة القديس يوسف. سافر كثيراً ولا سيما إلى انكلترا حيث أجرى تدريباً في دار تجاري في مانشستر. إنضم إلى أخواله آل فرعون في بيروت فعمل معهم في بنك فرعون وشيحا الذي أسسه والده أنطوان في العا م 1876.
في العام 1915م استقر في القاهرة هرباً من الاضطهاد العثماني حيث درس الحقوق. وبعد هزيمة ألمانيا وتفكك الامبراطورية العثمانية، بادر ميشال مع آخرين إلى تمهيد الطريق لإقامة لبنان حرّ مستقل. في عام 1918 عاد ميشال شيحا إلى لبنان حيث راح يدير أعمال العائلة وخاصة بنك فرعون وشيحا.
في الأول من أيلول 1920، أعلن المفوض السامي رسمياً قيام دولة لبنان الكبير. أقام ميشال شيحا علاقات وثيقة مع روبرت دوكاكس الذي كان المساعد الأساسي للمفوض السامي الأول، هنري غورو. اضطلع دو كاكس منذ وصوله وحتى العام 1923 بدور ناشط جداً في مجال وضع قوانين الدولة اللبنانية الجديدة ومؤسساتها. ويمكن التأكيد أنه كان لمحادثاتهما الطويلة والمنتظمة حول مسألة لبنان التي تطرقا إليها من جوانبها المختلفة، بما فيها علاقة الجوارمع سوريا، أثر كبير لدى إعلان دولة لبنان الكبير ورسم حدودها وإنشاء مؤسساتها الأولى[.
في 1925 انتخب نائباً عن مقعد بيروت للأقليات بعد فوزه على أيوب تابت. كان ميشال شيحا عضواً في لجنة مؤلفة من 13 عضواً وهي لجنة اعداد القانون الأساسي التي كلّفت لاحقاً إعداد مسودة الدستور اللبناني. في عام 1937 اشترى جريدة «لوجور» مع مجموعة من الأشخاص واشتغل بالصحافة. ويعام 1940 ساهم في إنشاء بورصة بيروت وأسس صحيفة باللغة الإنكليزية بعنوان «ايسترن تايمز». متزوج من مارغريت، الابنة الكبرى لفيليب فرعون ورزقا ثلاث فتيات: ميشلين (توفيت في العام 1940)، مادلين وماري كلار. توفي ميشال شيحا في 29 كانون الأول 1954.

## أعماله
- الخواطر I وII
- أفكار حول المتوسط
- لبنان في شخصيته وحضوره
- فلسطين
- السياسة الداخلية
- ترتيل كنسي يحمل أيضاً عنوان أقوال أحدية
- منزل الحقول
- في الاقتصاد اللبناني

## وصلات خارجية
- موقع قدموس - ميشال شيحا
- موقعه الرسمي